# Comuna Mîhailivka, Bila Țerkva
Mîhailivka (în ucraineană Михайлівка) este o comună în raionul Bila Țerkva, regiunea Kiev, Ucraina, formată din satele Mîhailivka (reședința) și Verbova.

## Demografie
Componența lingvistică a comunei Mîhailivka
     Ucraineană (98,96%)
     Rusă (1,04%)
Conform recensământului din 2001, majoritatea populației comunei Mîhailivka era vorbitoare de ucraineană (98,96%), existând în minoritate și vorbitori de rusă (1,04%).